# Arduba
Arduba je bio antički kaštel u rimskoj pokrajini Dalmaciji, lokacija joj nije pouzdano utvrđena. Neki je svrstavaju u Vranduk kraj Zenice, a neki u Knin. U Ardubi su Dezidijati pružili 9. godine posljednji otpor rimskom vojskovođi Germaniku u Batonskom ratu.

## Arduba u Batonskom ratu
Arduba je bila zadnje mjesto koje je palo u ruke Rimljanima. Arduba se nalazila na goloj stijeni, a oko nje je tekla, izuzev samo mali komad tla, brza rijeka. To ju je činilo idealnom za obranu. Prije pada planule su razmirice među braniteljima, jer se neki htjedoše predati. Drugima koji nisu to odobravali su se pridružile žene, koji su više voljele smrt nego ropstvo. Pred samim neprijateljem je došlo do sukoba, a kad ti drugi podlegoše, žene su se s djecom bacile u plamen kuća ili s litice u rijeku,a ilirski ratnici su oduzeli sebi život svojim mačevima. Tako je Germanik skršio zadnji otpor Ilira.